# Маслиново
Маслиново е село в Южна България. То се намира в община Хасково, област Хасково.

## География
Село Маслиново е разположено в южния централен регион на България, 20 км.южно от гр. Хасково. Намира се на 75 км от границата с Турция и 74 км от границата с Гърция. Селото се намира на 365 м надморска височина в южната хълмиста равнина на Хасковска област. Почвите са черноземни и сиви горски. Отглеждат се технически култури (тютюн) и зърнени култури – пшеница, царевица, слънчоглед.

## История
Хасковското село Маслиново е заселено с тракийски бежанци в периода 1925 – 30 година. Тогава започва изселването на местното турско население. Едва към 60-те години на 20 век в Маслиново отново започват да идват етнически турци от близките области. В селото се приготвя традиционната маслиновска трахана.

## Население
Численост
Численост на населението според преброяванията през годините:
| \| Година на преброяване \| Численост \| \| --------------------- \| --------- \| \| 1934 \| 715 \| \| 1946 \| 768 \| \| 1956 \| 527 \| \| 1965 \| 474 \| \| 1975 \| 512 \| \| 1985 \| 432 \| \| 1992 \| 347 \| \| 2001 \| 371 \| \| 2011 \| 404 \| \| 2021 \| 488 \| |           |
| Година на преброяване | Численост |
| 1934 | 715       |
| 1946 | 768       |
| 1956 | 527       |
| 1965 | 474       |
| 1975 | 512       |
| 1985 | 432       |
| 1992 | 347       |
| 2001 | 371       |
| 2011 | 404       |
| 2021 | 488       |

### Етнически състав
Преброяване на населението през 2011 г.
Численост и дял на етническите групи според преброяването на населението през 2011 г.:
|                     | Численост | Дял (в %) |
| Общо                | 404       | 100,00    |
| Българи             | 89        | 22,02     |
| Турци               | 174       | 43,06     |
| Цигани              | 138       | 34,15     |
| Други               |           |           |
| Не се самоопределят |           |           |
| Неотговорили        | 2         | 0,49      |

## Религии
Основните изповядвани религии са християнство и ислям. Маслиново се населява от православни ортодоксални християни и от мюсюлмани-сунити. В селото има малка църква и сграда, изпълняваща функциите на джамия.

## Културни и природни забележителности
Маслиново е разположено в красива местност. На края на селото се намира живописен язовир, зарибен с различни видове риба, има места за отдих и риболов.

## Редовни събития
На 24 май ежегодно се провежда традиционният събор на селото.